# Tangled Up
Tangled Up este al patrulea album de studio al grupului britanic Girls Aloud. Tangled Up a fost lansat pe 19 noiembrie în Marea Britanie, ocupând locul 4 în clasamentul de vânzări cu aproape 50.000 de exemplare vândute în prima săptămână. Piesele ce se găsesc pe album au fost produse de Xenomania, care s-a ocupat integral de single-urile lansate de Girls Aloud până în prezent. Un turneu ce poartă numele albumului, Tangled Up Tour, a fost programat pentru Mai 2008.

## Informații Generale
Numele albumului vine de la piesa "Close To Love", a doua pe lista pieselor. Girls Aloud au scris două dintre piesele de pe album, acestea fiind: Sexy! No No No... și "Crocodile Tears", dar au fost ajutate la scriera altei piese, "Hoxton Hero" ce se află pe CD-ul celui de-al treilea single, Can't Speak French. Hoxton Hero a fost considerat prea controversat pentru a apărea pe album și a fost scos de pe lista pieselor în ultimul moment, oricum, a fost inclus ca B Side pe single-ul Can't Speak French.
Durata înregistrărilor a fost de peste 6 luni, datorită promovării ca single a piesei "Sexy! No No No...". Pe 25 ianuarie 2008, Tangled Up a primit discul de platină în Marea Britanie pentru vânzări de peste 300.000 de exemplare, devenind astfel al cincilea album consecutiv ce primește disc de platină. După lansarea celui de-al treilea single, albumul s-a reîntors în clasamnetul de vânzări.

## Single-uri Lansate

### Sexy! No No No...
"Sexy! No No No..." a fost prima piesă promovată de pe album. A debutat pe locul #64 în clasamentul UK Singles Chart doar cu ajutorul descărcărilor. În săptămâna lansării oficiale piesa a urcat 59 de locuri până pe #5, care a fost maximul atins. În a treia săptămână single-ul a coborât două locuri până pe #7. Sexy! No No No... a vândut peste 21,000 de exemplare în prima săptămână și peste 83,000 de exemplare în total. În Irlanda single-ul a ajuns doar pe locul #11. 

### Call The Shots
Call the Shots a fost lansat ca al doilea single de pe Tangled Up. Acesta s-a dovedit a fi cel mai de succes single de pe album, ocupând locul #3 timp de două săptămâni consecutive și staționând timp de șapte săptămâni consecutive în top 10 în UK Singles Chart. Call the Shots a debutat pe locul #9 datorită descărcărilor digitale, cu o săptămână înaintea lansării oficiale. O săptămână mai târziu piesa a uract șase locuri până pe locul #3, unde a rămas și in săptămâna urmăroare. Vânzările totale în Marea Britanie se ridică la peste 215,000 unități, fiind certificat cu Argint și devenind cel mai bine vândut single Girls Aloud de la Sound Of The Underground. În Irlanda Call the Shots le-a readus pe fete în top 10, ajungând până pe locul #9. Call The Shots a fost un adevărat succes în Europa, ajungând pe locul 1 în Croația și Estonia și în top 10 în Ungaria(#3) și Singapore(#8). În România Call The Shots a ajuns până pe locul #38, cea mai mare reușită de la I Think We're Alone Now care  ajuns până pe locul #34.

### Can't Speak French
După o lungă așteptare a fost anunțat faptul că al treilea extras pe single va fi Can't Speak French . Părerile au fost împărțite, majoritatea au foat pozitive, mulți crezând că nu va fi capabil să le continue numărul de single-uri de top 10. Presiunea a fost mare, atât continuarea recordului cât și o mai bună clasare decât cea pe care ar fi avut-o single-ul semnat Sugababes, Denial, care a fost lansat în aceeași zi. Cu patru săptămâni înainte de lansarea oficială Can't Speak French a șocat prin intarea sa în clasamentul Regatului Unit. Single-ul a debutat pe #49 datorită descărcărilor versiunii apărute pe album. În următoarele trei săptămâni a urcat încet, dar sigur, ajungând pe locul #16, cu un loc în spatele lui Denial. În săptămâna următoare piesa a uract șapte locuri ajungînd pe locul #9, cu vânzări de aproape 20,000 de unități, piesa Sugababes rămânând pe locul #15. În Irlanda a debutat pe locul #35 tot datorită descărcărilor, ajungând doar până pe locul #12. Can't Speak French a mai intat și în clasamentul din Croația, unde a ocupat poziția cu numărul #7 și în Estonia unde a reușit un loc #9. În România a intrat pe locul #84, coborând în următoarele săptămâni pană la ieșirea din clasament. În ediția din 5 mai 2008 piesa a reintrat în clasament pe locul #79.

## Lista Pieselor
| #   | Titlul | Durata |
| --- | --- | ------ |
| 1.  | "Call The Shots" Scriitori: M. Cooper, B. Higgins, T. Powell, G. Sommerville, L. Cowling                          | 3:45   |
| 2.  | "Close to Love" Scriitori: M. Cooper, B. Higgins, T. Powell, N. Coler, J. Lei, L. Cowling                         | 3:53   |
| 3.  | "Sexy! No No No..." Scriitori: Xenomania, Nazareth, Girls Aloud                                                   | 3:18   |
| 4.  | "Girl Overboard" Scriitori: M. Cooper, B. Higgins, T. Powell, N. Coler, J. Lei                                    | 4:11   |
| 5.  | "Can't Speak French" Scriitori: M. Cooper, B. Higgins, T. Powell, N. Coler, J. Lei, C.M. Williams                 | 4:04   |
| 6.  | "Black Jacks" Scriitori: M. Cooper, B. Higgins, T. Powell, N. Coler, L. Cowling                                   | 4:20   |
| 7.  | "Control of the Knife" Scriitori: M. Cooper, B. Higgins, J. Shave, G. Sommerville                                 | 3:51   |
| 8.  | "Fling" Scriitori: M. Cooper, B. Higgins, C.M. Williams, T. Powell, N. Coler, Moguai                              | 4:13   |
| 9.  | "What You Crying For" Scriitori: M. Cooper, B. Higgins, T. Larcombe, L. Cowling, M. Boyle                         | 3:44   |
| 10. | "I'm Falling" Scriitori: M. Cooper, B. Higgins, T. Powell, Y. Maru'e, N. Scarlett                                 | 4:01   |
| 11. | "Damn" Scriitori: M. Cooper, B. Higgins, T. Powell, N. Coler, L. Cowling                                          | 3:46   |
| 12. | "Crocodile Tears" Scriitori: M. Cooper, Girls Aloud, B. Higgins, T. Powell, N. Coler, G. Sommerville, T. Larcombe | 4:18   |

## B Sides
- Sexy! No No No...

"Dog Without a Bone"
- Call The Shots

1. "Blow Your Cover"
2. "Rehab"

- Can't Speak French

1. "Hoxton Heroes"
2. "Je Ne Parle Pas Français"
3. "With Every Heartbeat"

## Clasamente și vânzări
| Clasament (2007)               | Poziție maximă | Certificare |
| ------------------------------ | -------------- | ----------- |
| UK Albums Chart                | 4              | Platină     |
| Irish Albums Chart             | 25             | Aur         |
| UK Year-End Album Chart (2007) | 68             |             |
| UK iTunes Albums               | 2              |             |
| European Albums Chart          | 20             |             |
| United World Chart             | 45             |             |